# Oumou Sangaré
Oumou Sangaré (ur. 25 lutego 1968 w Bamako) – malijska piosenkarka, określana jako afrykańska diwa, supergwiazda, charyzmatyczna pieśniarka. Jej muzyka nawiązuje do tradycyjnych tańców Mali, śpiewanych przy akompaniamencie instrumentów wykonanych z tykwy - Shekere. Nazywana czasem „Śpiewającym ptakiem Wassoulou” - historycznego regionu nad rzeką Niger, leżącego na pograniczu Mali i Gwinei. Oumou Sangaré jest właścicielką Hotelu Wassoulou w stolicy Mali - Bamako, będącego przystanią dla muzyków i miejscem jej regularnych występów.

## Twórczość
Jej matką była piosenkarka Aminata Diakité, a jej kuzynem jest polski aktor Omar Sangare. Zaczynała już jako dziecko pomagając matce w utrzymaniu rodziny. Śpiewała wtedy na różnego rodzaju uroczystościach, i ślubnych ceremoniach na które zaprasza się w Mali śpiewaków i obsypuje się ich pieniędzmi. Gdy miała 5 lat wystąpiła na stadionie przed 6 tysięczną publicznością. Jej twórczość często nawiązuje do praw kobiet. Wywołała skandal śpiewając, iż poligamia jest najgorszą z rzeczy przed królem Suazi i jego 7 żonami. Sama pochodzi z rodziny gdzie matka była czwartą żoną, którą wraz z szóstką dzieci pewnego razu zostawił mąż.

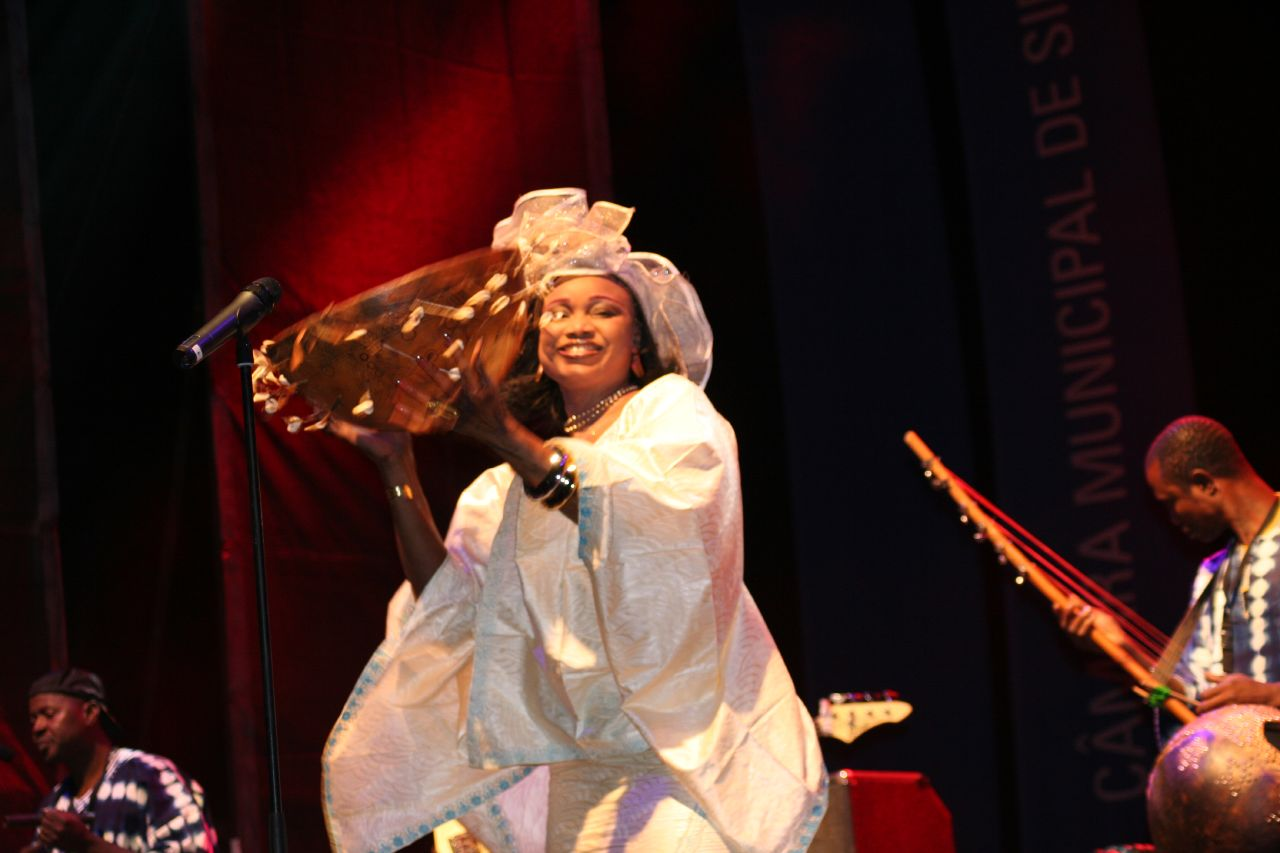
Oumou Sangaré na koncercie w Portugalii

Występowała wspólnie z wieloma znanymi artystami, m.in. z Tracy Chapman, Femi Kuti, czy z Alicią Keys. Wzięła udział w Projekcie Imagine autorstwa Herbiego Hancocka.
Na scenie nosi oszałamiające kolorowe suknie w tradycyjnym afrykańskim stylu, do tego wysokie szpilki z Paryża, które zrzuca podczas koncertów. Sznury korali, kolczyki, bransolety. A do tego długie pomalowane na niebiesko paznokcie.

## Dyskografia
- Moussoulou (1991), najbardziej znany album nagrany w wieku 21 lat
- Ko Sira (1993)
- Worotan (1996)
- Oumou (2004)
- Seya (2009)

## Nagrody
- 2001 - Nagroda UNESCO za wkład w rozwój muzyki, działanie na rzecz porozumienia między narodami a także służenie pokojowi oraz współpracy międzynarodowej[2].
- 2003, 16 październik - Oumou Sangarè została nominowana na Ambasadora Dobrej Woli Organizacji Narodów Zjednoczonych do spraw Wyżywienia i Rolnictwa.